# Wilhelm Edler
Wilhelm Edler (* 30. August 1855 in Einbeck; † 2. März 1936 in Jena) war ein deutscher Pflanzenbauwissenschaftler und Saatgutforscher.

## Leben
Seine Eltern waren der Sergeant Johann Friedrich Ludwig Edler (* 1826) und dessen Ehefrau Marie Sophie Elisabeth Elis (* 1823).
Von 1861 bis 1872 besuchte er das Progymnasium in Einbeck und dann die Realschule in Münden.
Nach einer mehrjährigen landwirtschaftlichen Praxis auf dem Rittergut Heinsen studierte Edler ab 1877 an der Universität Göttingen. Am 27. Juli 1880 bestand er seine Prüfung zum Lehrer der Landwirtschaft an Landwirtschaftsschule, bereits seit dem 1. April 1879 war er Assistent am landwirtschaftlichen Institut der Universität Göttingen.
Edler promovierte 1882 bei Gustav Drechsler mit einer bodenkundlichen Dissertation. Nach der Promotion verblieb er als Assistent Drechslers am Landwirtschaftlichen Institut in Göttingen. 1886 wurde ihm die Leitung des landwirtschaftlichen Versuchsfeldes übertragen. Von 1881 bis 1896 war er nebenamtlich Generalsekretär des Land- und Forstwirtschaftlichen Hauptvereins Hannover. Seit 1881 hielt er auch Vorlesungen über Landwirtschaft an der Forstakademie in Hannoversch Münden.
1896 wurde Edler als a. o. Professor für Landwirtschaft an die Universität Jena berufen und 1902 zum o. Professor und Direktor des Landwirtschaftlichen Instituts ernannt. Hier wirkte er bis zu seiner Emeritierung 1927 (im Alter von 72 Jahren). Gleichzeitig war er während dieser Zeit Leiter der Landwirtschaftlichen Versuchsstation in Jena, der Hauptstelle für Pflanzenschutz in Jena und der Thüringischen Kartoffelversuchsstelle.
Er heiratete 1887 Klara König.

## Lehr- und Forschungstätigkeit
Als Versuchsfeldleiter an der Universität Göttingen erwarb sich Edler große Verdienste um das Feldversuchswesen. Der Schwerpunkt seiner Lehr- und Forschungstätigkeit lag jedoch zeitlebens auf dem Gebiet des Saatgut- und Sortenwesens. Nachhaltig verbesserte er Methoden zur Saatgutprüfung. Im Auftrag der Deutschen Landwirtschafts-Gesellschaft betreute er jahrzehntelang überregionale Sortenversuche. Seine vortrefflichen Berichte über die Ergebnisse dieser Versuche hat er vor allem in der Schriftenreihe „Arbeiten der Deutschen Landwirtschafts-Gesellschaft“ veröffentlicht. 1909 gründete die Deutsche Landwirtschafts-Gesellschaft einen Sonderausschuss für Sortenversuche und wählte Edler zu ihrem Vorsitzenden. Zahlreiche Beiträge über das Sortenwesen publizierte Edler in „Fühlings Landwirtschaftliche Zeitschrift“, die er von 1905 bis zum Einstellen ihres Erscheinens 1922 redigierte.
Edler hat viele seiner Studenten zu wissenschaftlicher Weiterarbeit angeregt. Zu seinen Schülern gehören u. a. Richard Krzymowski, Theodor Roemer, George Sessous und Adolf Zade. Seit 1909 führte Edler den Titel Geheimer Hofrat. 1925, zu seinem 70. Geburtstag, verlieh ihm die Deutsche Landwirtschafts-Gesellschaft die Silbervergoldete Eyth-Denkmünze; Schüler und Fachkollegen überreichten ihm eine umfangreiche Festschrift („Forschungsarbeiten aus der Landwirtschaftswissenschaft“, Berlin 1925).

## Schriften (Auswahl)
- Entwickelung und Thätigkeit des land- und forstwirthschaftlichen Hauptvereins Göttingen in den 50 Jahren seines Bestehens 1845-1895. Göttingen o. J. (1896).
- Erhaltung und Steigerung der Ertragsfähigkeit der Kulturpflanzen. In: Fühlings Landwirtschaftliche Zeitung Jg. 55, 1906, S. 120–146.
- Der Getreidebau. Friedrichswerth 1911; 2. Aufl. ebd. 1925.
- Pflanzenzüchtung und Sortenwahl. In: Arbeiten der Deutschen Landwirtschafts-Gesellschaft H. 314 (Zeit- und Streitfragen der Landwirtschaft), Berlin 1921, S. 25–42.
- Die kapillare leitung des wassers in den durch den Schöne'schen schlämmapparat abgeschiedenen hydraulischen werthen, Digitalisat